# ジョセフィーヌ・ドラ
ジョセフィーヌ・ドラ（Josefine Dora、1867年11月13日 - 1944年5月28日）は、オーストリアの女優。

## 出演作品
- カラマゾフの兄弟 (1921年の映画)